# Wasserwerk Grasbrunn

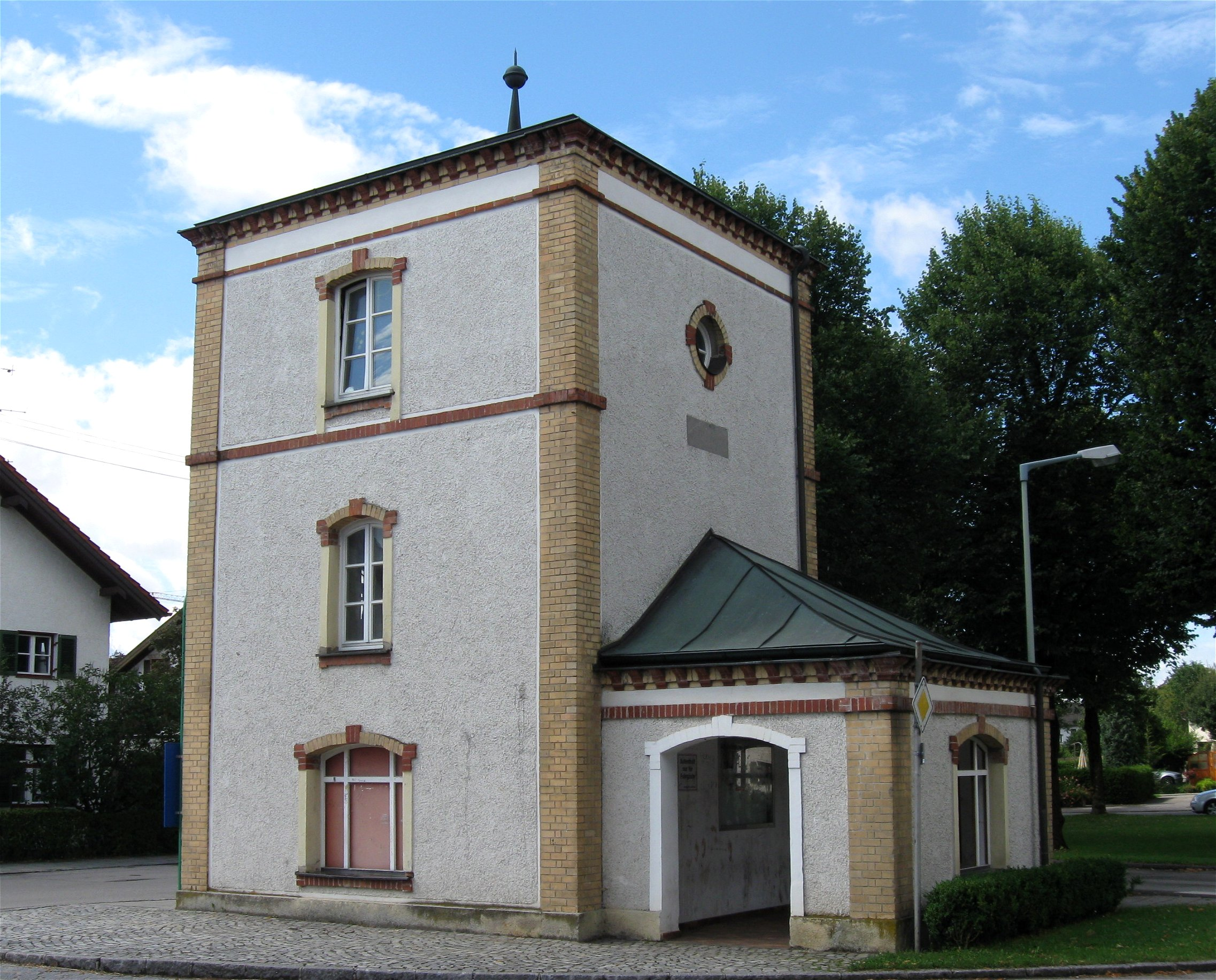
Wasserwerk Grasbrunn

Das Wasserwerk Grasbrunn ist ein ehemaliges Wasserwerk in der oberbayerischen Gemeinde Grasbrunn im Landkreis München. Das Bauwerk ist als Baudenkmal in die Bayerische Denkmalliste eingetragen.

## Beschreibung
Das Wasserwerk liegt in der Ortsmitte von Grasbrunn am St. Ulrich-Platz auf einer dreieckigen Verkehrsinsel etwa 100 Meter östlich der Kirche St. Ulrich. Es wurde 1899 errichtet und ersetzte einen älteren Brunnen, der ungefähr an der Stelle des heutigen Kriegerdenkmals gestanden hatte. Das Wasserwerk pumpte Grundwasser aus einer Tiefe von bis zu 30 Meter in einen Turm, von wo aus es dann verteilt wurde.
Das Bauwerk besteht im Wesentlichen aus einem quadratischen Turm mit etwa 5,50 Metern Kantenlänge, der ein flaches Zeltdach trägt. Der Nordseite ist ein rechteckiger, einseitig offener Eingangsvorbau mit einer Grundfläche etwa 3 × 5 Meter vorgesetzt. Die Fassade ist verputzt, die Eckpilaster sind steinsichtig. Die Fenster haben flachbogige Stürze mit Ohrung. Unterhalb der Dachtraufe verläuft ein Kranzgesims. Ein horizontales Ziegelband setzt das erste und zweite Obergeschoss des Turmes voneinander ab.